# Vasile Brătianu
Vasile Brătianu (n. 13 august 1967, Brăila, România) este un fost fundaș român de fotbal.
- Debutează în Divizia A pe data de 12 august 1990 pentru FCM Progresul Brăila, în meciul împotriva echipei Sportul Studențesc. Vasile Brătianu a disputat în Divizia A 221 de meciuri înscriind 29 de goluri, de asemenea în sezonul 1997-1998 a participat la 2 meciuri din Cupa UEFA, iar la națională a debutat pe data de 22 septembrie 1993 în cadrul meciului România-Israel (1-0).